# Zoque-Sprache

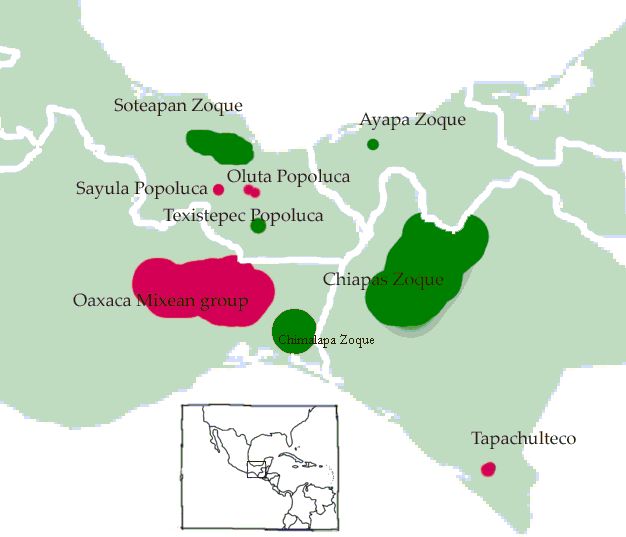
Zoque-Sprachgebiet (grün)

Zoque (O'de püt) ist eine indigene Sprache in Mexiko bzw. eine Gruppe eng verwandter Sprachen, gesprochen von der Ethnie der Zoque. Es wird von über 60.000 Menschen um den Isthmus von Tehuantepec in den mexikanischen Bundesstaaten Oaxaca, Chiapas, Veracruz und Tabasco gesprochen.

## Eigenschaften
Zoque ist eine polysynthetische Ergativsprache.

## Klassifikation
Zoque bildet zusammen mit der Mixe-Sprache die Sprachfamilie Mixe-Zoque.
Die etwa 60.000 Sprecher der Zoque-Varianten von Oaxaca und Chiapas nennen ihre Sprache o'de püt. Die Varianten von Soteapan, Texisistepec und Ayapan im Bundesstaat Veracruz sind unter der abfälligen Nahuatl-Bezeichnung Popoluca bekannt.
Auf Grund der starken geographischen Isolierung innerhalb des gebirgigen Sprachgebiets gibt es stark voneinander abweichende regionale Varianten. SIL International unterteilt das Zoque in acht Einzelsprachen:
- Gulf Zoque
  - Sierra Popoluca [poi]
  - Texistepec [poq]
  - Ayapaneco, Ayapa Zoque [zoq]
- Oaxacan Zoque
  - Chimalapa [zoh]
- Chiapas Zoque
  - Copainalá Zoque [zoc]
  - Francisco León Zoque [zos]
  - Rayón Zoque [zor]